# Lista najwyższych budynków w Memphis
Memphis jest miastem w środkowej części Stanów Zjednoczonych, w stanie Tennessee, w hrabstwie Shelby. Znajduje się tutaj 7 budynków przekraczających 100 metrów wysokości. Najstarszy z nich, Sterick Building, został zbudowany na początku lat 30. XX wieku.

## 10 najwyższych budynków

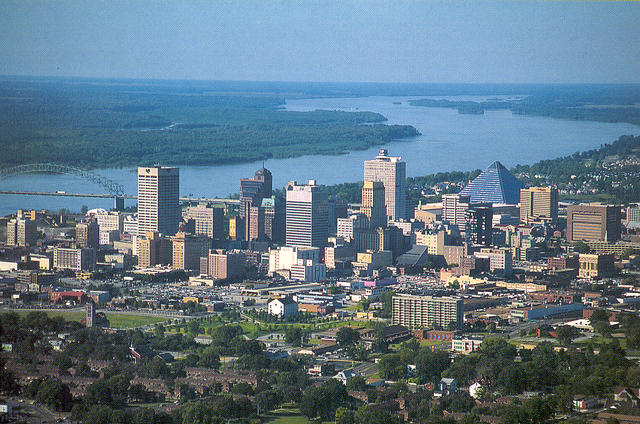
Widok na Memphis

| L.p. | Budynek                     | Wysokość | Liczba pięter | Rok  |
| ---- | --------------------------- | -------- | ------------- | ---- |
| 1.   | 100 North Main              | 131 m    | 37            | 1965 |
| 2.   | Morgan Keegan Tower         | 123 m    | 21            | 1985 |
| 3.   | Clark Tower                 | 122 m    | 34            | 1971 |
| 4.   | One Commerce Square         | 121 m    | 31            | 1973 |
| 5.   | Sterick Building            | 111 m    | 29            | 1930 |
| 6.   | 1st Tennessee Bank Building | 101 m    | 25            | 1964 |
| 7.   | Hilton Memphis              | 100 m    | 27            | 1975 |
| 8.   | Pyramid Arena               | 98 m     | 5             | 1991 |
| 9.   | 99 Tower Place              | 90 m     | 25            | 1968 |
| 10.  | Lincoln American Tower      | 88 m     | 22            | 1924 |

## Galeria zdjęć

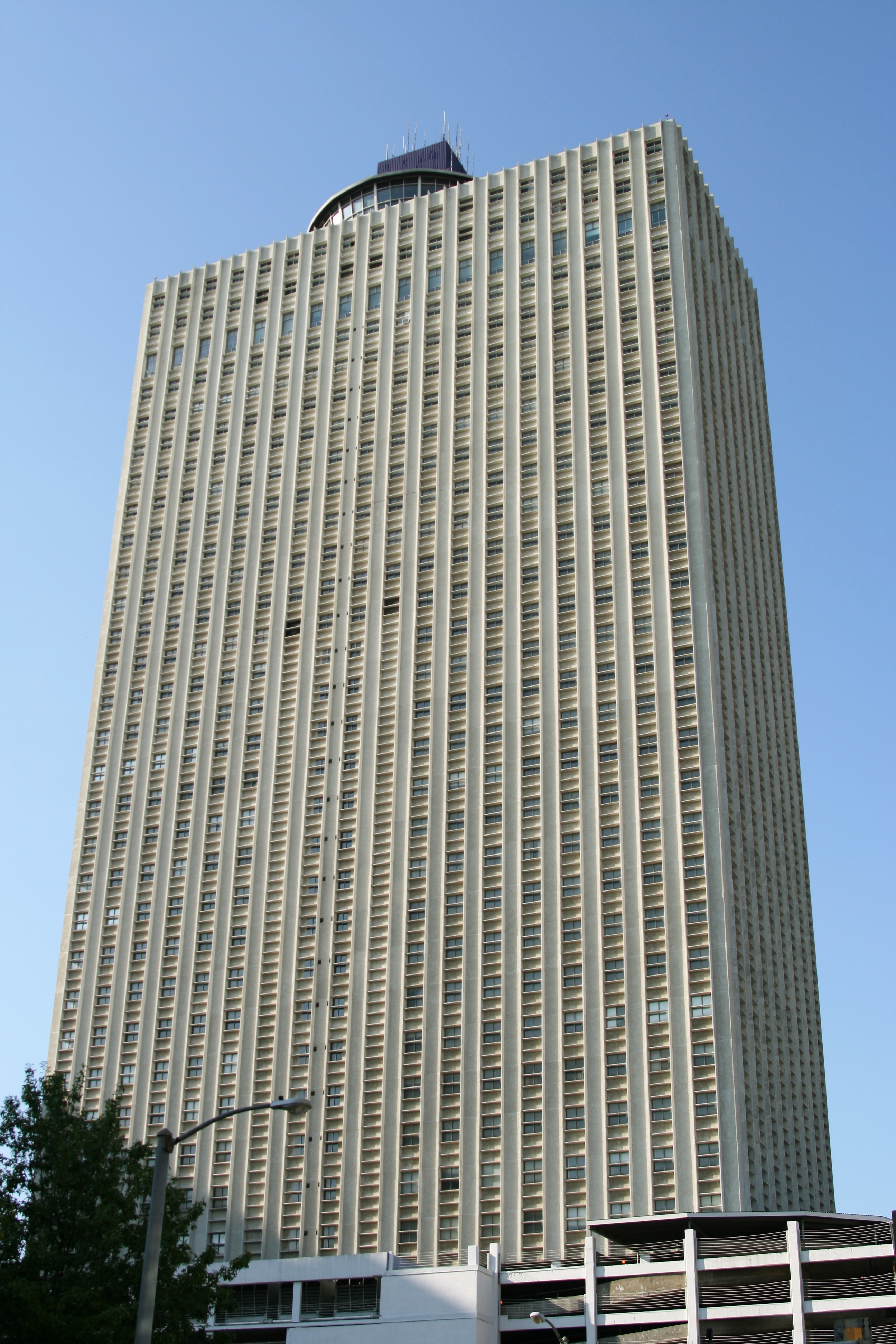
1. 100 North Main
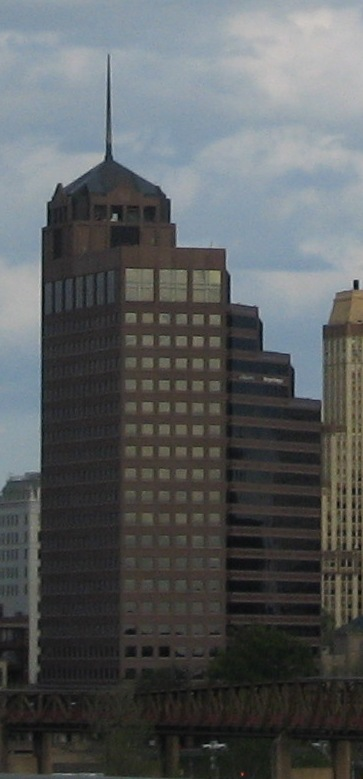
2. Morgan Keegan Tower
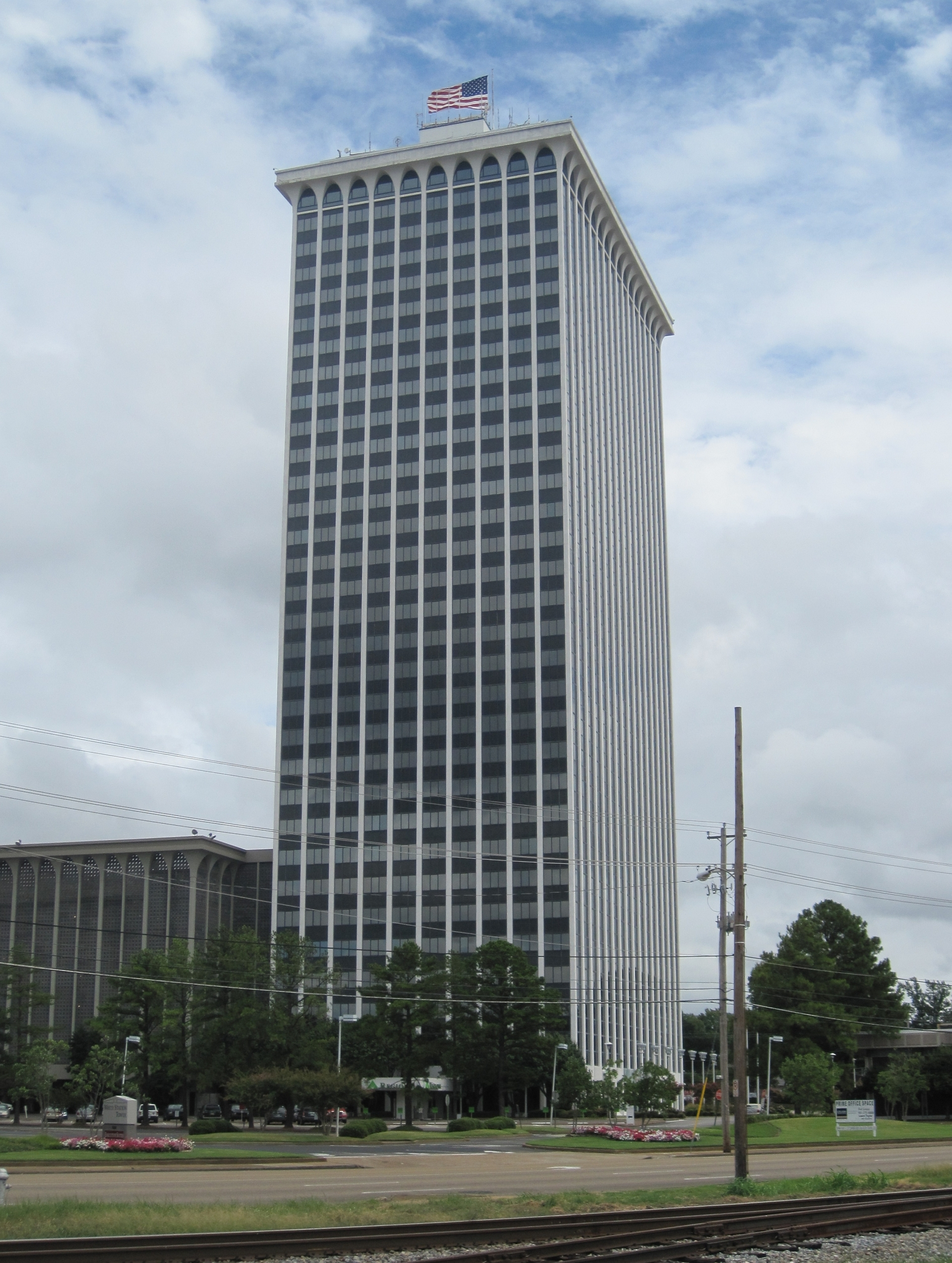
3. Clark Tower
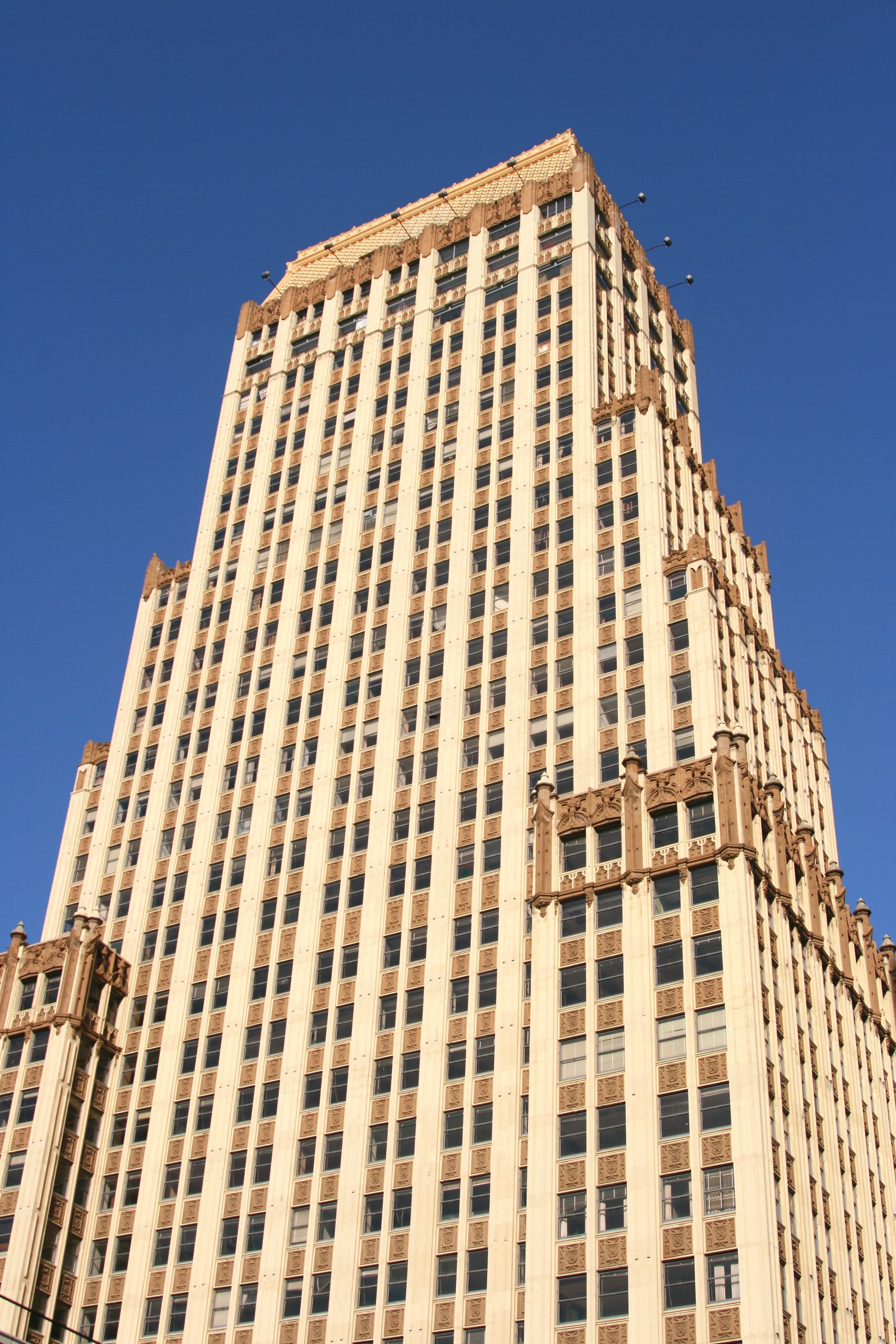
5. Sterick Building
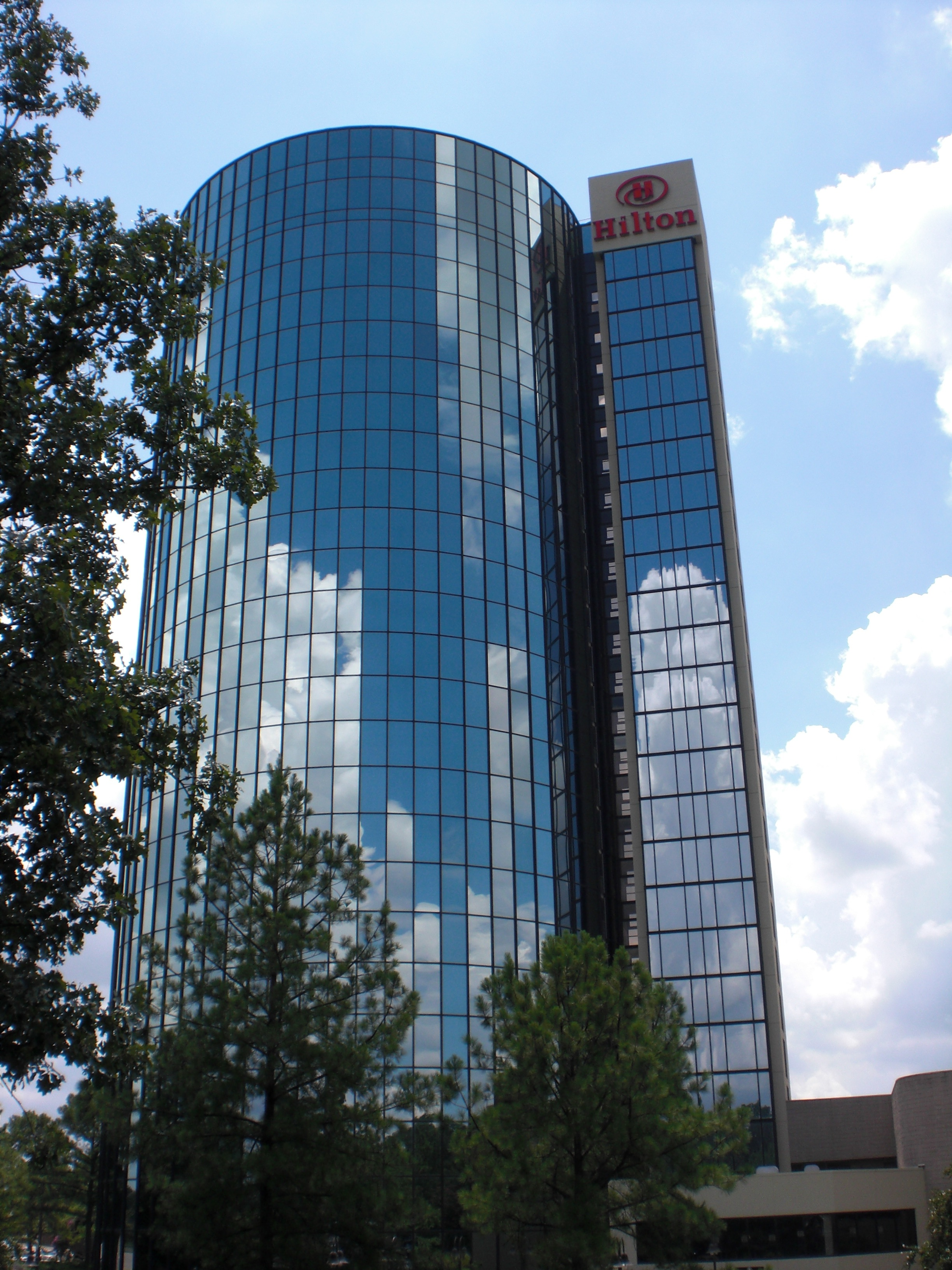
7. Hilton Memphis
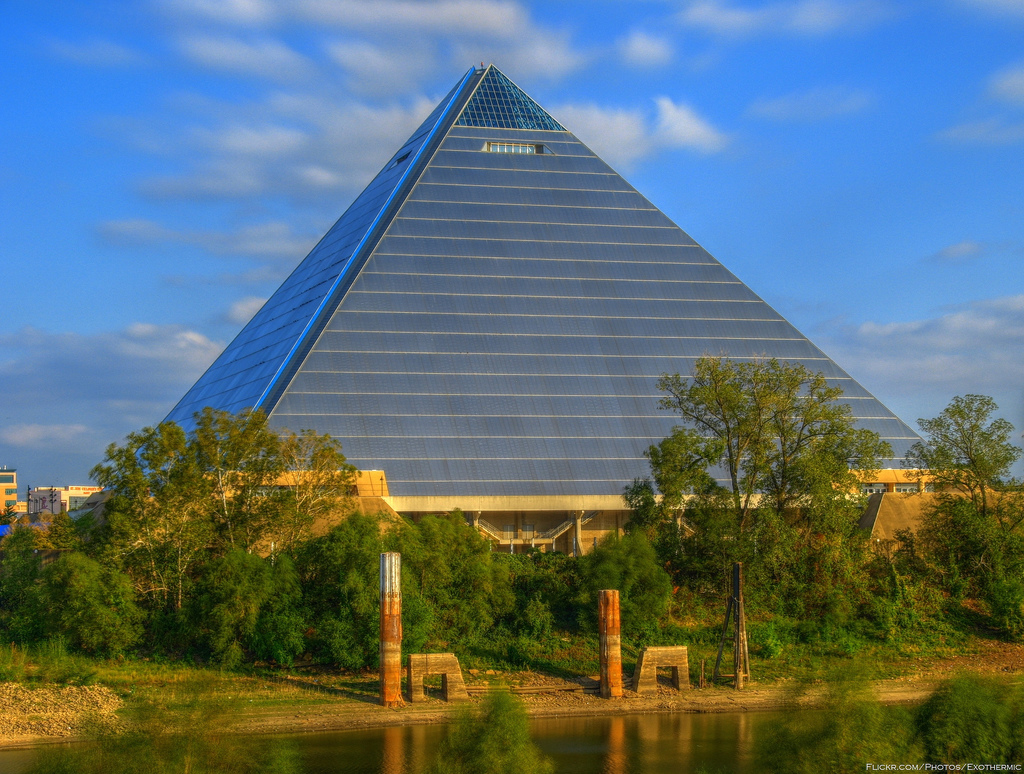
8. Pyramid Arena
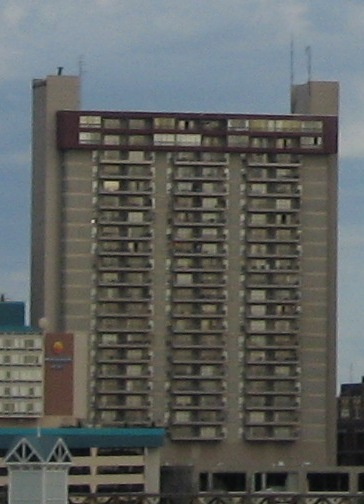
9. 99 Tower Place
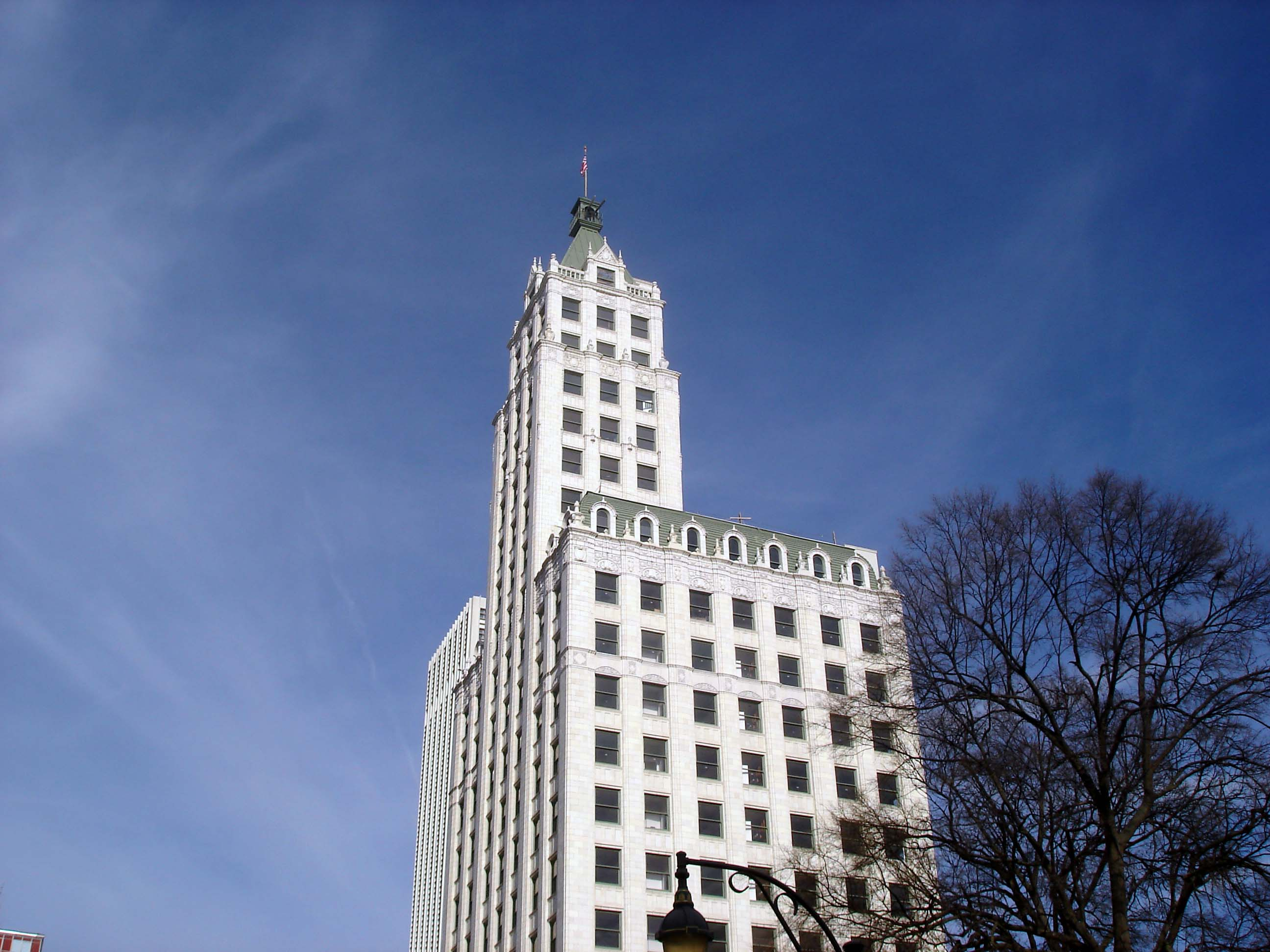
10. Lincoln American Tower